# Ергард Месслахер
Ергард Месслахер (Мьосслахер) (нім. Erhard Mößlacher; 16 червня 1921 — 12 лютого 1945, Будапешт, Угорщина) — німецький офіцер, оберштурмфюрер СС. Кавалер Лицарського хреста Залізного хреста.

## Нагороди
- Почесний кут старих бійців
- Золотий почесний знак Гітлер'югенду
- Штурмовий піхотний знак в сріблі
- Хрест Воєнних заслуг 2-го класу з мечами
- Нагрудний знак «За поранення» в чорному (1940)
- Залізний хрест
  - 2-го класу (25 липня 1940) — як штурмманн СС 3-го батальйону полку СС «Дер Фюрер».
  - 1-го класу (25 лютого 1942) — як штандартеноберюнкер СС 2-го ескадрону 2-го розвідувального дивізіону кавалерійської бригади СС.
- Медаль «За зимову кампанію на Сході 1941/42» (15 серпня 1942)
- Відзнака для східних народів 1-го класу в сріблі з мечами (1 вересня 1943)
- Німецький хрест в золоті (26 вересня 1943) — як оберштурмфюрер СС і командир 6-го ескадрону 16-го кавалерійського полку СС 8-ї кавалерійської дивізії СС «Флоріан Гайєр».
- Нагрудний знак ближнього бою
  - в бронзі (9 листопада 1943)
  - в сріблі (15 листопада 1943) — як оберштурмфюрер СС і командир 6-го ескадрону 16-го кавалерійського полку СС 8-ї кавалерійської дивізії СС «Флоріан Гайєр».
- Лицарський хрест Залізного хреста (9 лютого 1945) — як оберштурмфюрер СС і командир 6-го ескадрону 16-го кавалерійського полку СС 8-ї кавалерійської дивізії СС «Флоріан Гайєр».